# Adolf Laimböck

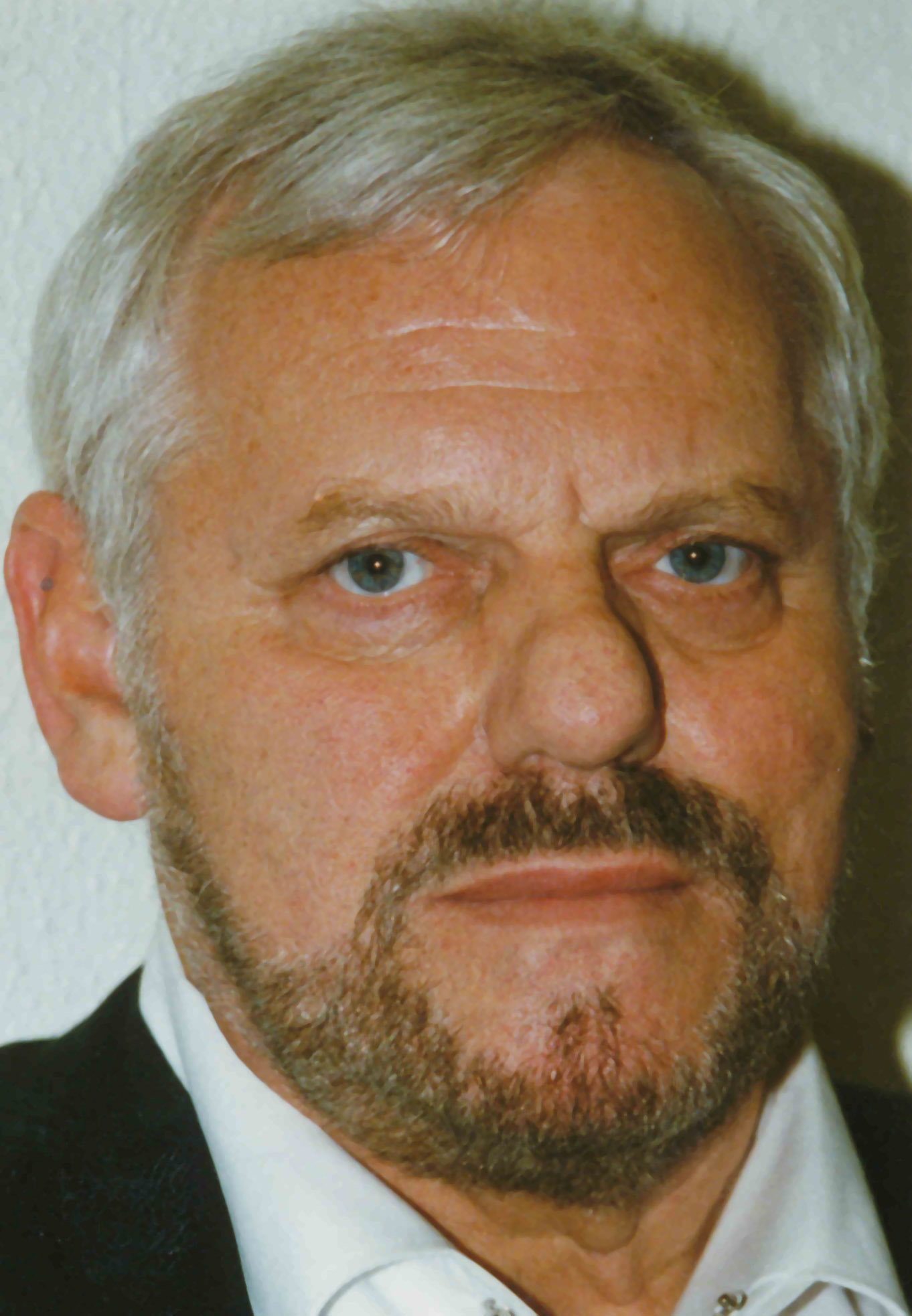
Adolf Laimböck

Adolf Laimböck (* 4. Dezember 1933 in Schwaz, Österreich; † 17. Dezember 2018) war ein deutscher Schauspieler.
Er besuchte die Schauspielschule in Linz und hatte anschließend Engagements und Gastauftritte an Theatern. Unter anderem spielte er von 1975 bis 1985 zehn Jahre lang am Nationaltheater Mannheim. Seinen größten Bühnenerfolg feierte er dort mit dem Volksstück Der Bockerer, das ihn auch nach China führte.
Von 1988 an arbeitete er unter anderem freischaffend an Bühnen in Zürich, Köln, Frankfurt am Main, Bonn, am Burgtheater Wien und am Ernst-Deutsch-Theater in Hamburg.
Dem Fernsehpublikum wurde er durch Hauptrollen in den Fernsehfilmen Zweikampf, Das Tier und in dem Sechsteiler Atlantis darf nicht untergehen bekannt, sowie durch zahlreiche Auftritte in Serien wie Der Bergdoktor, Tatort und Parkhotel Stern.

## Kurzbiografie
Adolf Laimböck wurde am 4. Dezember 1933 in Schwaz/Tirol geboren und wuchs in Linz an der Donau auf. 1949 begann er eine Ausbildung zum Buchdrucker, welche er erfolgreich absolvierte und anschließend eine Beschäftigung als Buchdrucker annahm. Von 1953 bis 1963 besuchte er die Schauspielschule am Bruckner-Konservatorium in Linz. Bis 1965 arbeitete er als Schauspieler am Landestheater Innsbruck, welches er 1965 verließ und ein Engagement am Stadttheater St. Gallen in der Schweiz annahm. Von 1968 bis 1987 hatte er Engagements an den Städtischen Bühnen Freiburg, dem Nationaltheater Mannheim und an den Bühnen der Stadt Köln.
1988 nahm er seine freischaffende Tätigkeit als Gast an den Bühnen Köln, Zürich, Bern, Bonn, Frankfurt, Mannheim, Burgtheater Wien und dem Ernst-Deutsch-Theater Hamburg auf.
1993 nahm er an den Luisenburg-Festspielen Wunsiedel und am Kunstfest Weimar teil.
Im gleichen Jahr begann er eine Tournee im deutschsprachigen Raum unter dem Künstlernamen Der Bockerer. Dieser folgte zwei Jahre später eine Deutschlandtournee mit Der Strom und 1997 mit Der Postmeister. 2001 folgte seine letzte Deutschlandtournee mit „Die lustigen Weiber von Windsor“.

## Filmografie
- 1986: Der Polenweiher – Regie: Nico Hofmann
- 1986: Zweikampf – Regie: Gert Steinheimer
- 1988: Mutter Courage und ihre Kinder – Regie: Manfred Karge
- 1988: Land der Väter, Land der Söhne – Regie: Nico Hofmann
- 1989: Verfolgte Wege – Regie: Uwe Janson
- 1989: Liebe, Tod und Eisenbahn (Fernsehfilm) – Regie: Gert Steinheimer
- 1990: Der Meineidbauer – Regie: Jürgen Kaizik
- 1991: Atemnot – Regie: Georg Maas
- 1991: Tatort – Telefongeld
- 1992: Das Tier – Regie: Gert Steinheimer
- 1994: Im Schatten des Führers – Regie: Jürgen Kaizik
- 1995: Risiko Null – Der Tod steht auf dem Speiseplan – Regie: Roland Suso Richter
- 1996: Die Aktion – Regie: Thomas Bohn
- 1996: Alles nur Tarnung – Regie: Peter Zingler
- 1997: Tatort – Tod im All – Regie: Thomas Bohn
- 2001: Tatort – Der Präsident

## Hörspiele (Auswahl)
- 1956: Alexander Puschkin: Pique Dame – Bearbeitung und Regie: Ferry Bauer (Hörspielbearbeitung – ORF Oberösterreich)
- 1963: Hans Hömberg: Kirschen für Rom (Mann) – Regie: Hermann Brix (Hörspielbearbeitung – ORF Tirol)
- 1993: Eberhard Petschinka: Beispiele geglückten Lebens – Regie: Götz Fritsch (Hörspiel – ORF)

Quelle:Ö1-Hörspieldatenbank